# Скрита камера
Скрита камера, шпионска камера или охранителна камера е неподвижна видеокамера, използвана за запис на хора без тяхното знание. Терминът „скрита камера“ обикновено се използва в риалити телевизионни предавания, понякога когато субектите не знаят, че се записват, а понякога със знанието и съгласието им. Терминът „шпионска камера“ обикновено се използва, когато човекът обикновено се очаква да възрази срещу това да бъде записан. Терминът „охранителна камера“ обикновено се използва за оправдаване на скрит запис и може да бъде контрастиран с видеонаблюдение, което е видимо и което понякога е придружено с предупредително известие за неговото присъствие.
Камерата може да е „скрита“, защото не се вижда за човека, който се снима, или е маскирана като друг обект. Такава камера може да не се вижда на обекта, например, защото е снабдена с обектив с дълъг фокус и е разположена отвъд гледката му или е разположена зад двупосочно огледало. Скритите камери могат да бъдат вградени в често използвани обекти като телевизори, детектори за дим, часовници, детектори за движение, растения, мобилни телефони или други. Разпространението и по-ниските разходи на устройства за запис на видео доведоха до увеличаване на използването на скрити камери за законни нужди като наблюдение и други.
Използването на скрити камери повдига проблеми с поверителността и може да има правни аспекти, които трябва да бъдат разгледани, в зависимост от юрисдикцията, в която се извършва използването.